# Nueva Zelanda en la Copa de las Naciones de la OFC 2000
La selección de fútbol de Nueva Zelanda logró su primer subcampeonato en la Copa de las Naciones de la OFC en la edición 2000 en Tahití.
La selección neozelandesa convirtió 6 goles, y recibió 3. Ganó 3 partidos y perdió uno solo frente a Australia en la final. Los goleadores neozelandeses fueron Simon Elliott y Chris Killen con 2 tantos cada uno.

## Participación

### Grupo B
| Equipo        | Pts | PJ | PG | PE | PP | GF | GC | Dif |
| ------------- | --- | -- | -- | -- | -- | -- | -- | --- |
| Nueva Zelanda | 6   | 2  | 2  | 0  | 0  | 5  | 1  | +4  |
| Vanuatu       | 3   | 2  | 1  | 0  | 1  | 4  | 5  | -1  |
| Tahití        | 0   | 2  | 0  | 0  | 2  | 2  | 5  | -3  |

| 19 de junio de 2000 | Tahití | 0:2 (0:1) | Nueva Zelanda                  | Stade Parter, Papeete                                               |                                                                     |
|                     |        |           | Bouckenooghe 27' · Jackson 78' | Asistencia: 1.000 espectadores Árbitro(s): Eddie Lennie (Australia) | Asistencia: 1.000 espectadores Árbitro(s): Eddie Lennie (Australia) |

| 21 de junio de 2000 | Nueva Zelanda              | 3:1 (0:1) | Vanuatu  | Stade Parter, Papeete                |                                      |
|                     | Killen 47' 84' · Perry 56' |           | Iwai 14' | Árbitro(s): Eddie Lennie (Australia) | Árbitro(s): Eddie Lennie (Australia) |

### Semifinales
| 25 de junio de 2000 | Nueva Zelanda   | 2:0 (0:0) | Islas Salomón | Stade Parter, Papeete                                             |                                                                   |
|                     | Elliott 51' 55' |           |               | Asistencia: 500 espectadores Árbitro(s): Eddie Lennie (Australia) | Asistencia: 500 espectadores Árbitro(s): Eddie Lennie (Australia) |

### Final
| 28 de junio de 2000 | Australia               | 2:0 (1:0) | Nueva Zelanda | Stade Parter, Papeete                                            |                                                                  |
|                     | Murphy 40' · Foster 66' |           |               | Asistencia: 300 espectadores Árbitro(s): Harry Attison (Vanuatu) | Asistencia: 300 espectadores Árbitro(s): Harry Attison (Vanuatu) |

| Predecesor: Australia 1998 | Nueva Zelanda en la Copa de las Naciones de la OFC Australia 1998 | Sucesor: Nueva Zelanda 2002 |

- Datos: Q6046740